# August Prentzel

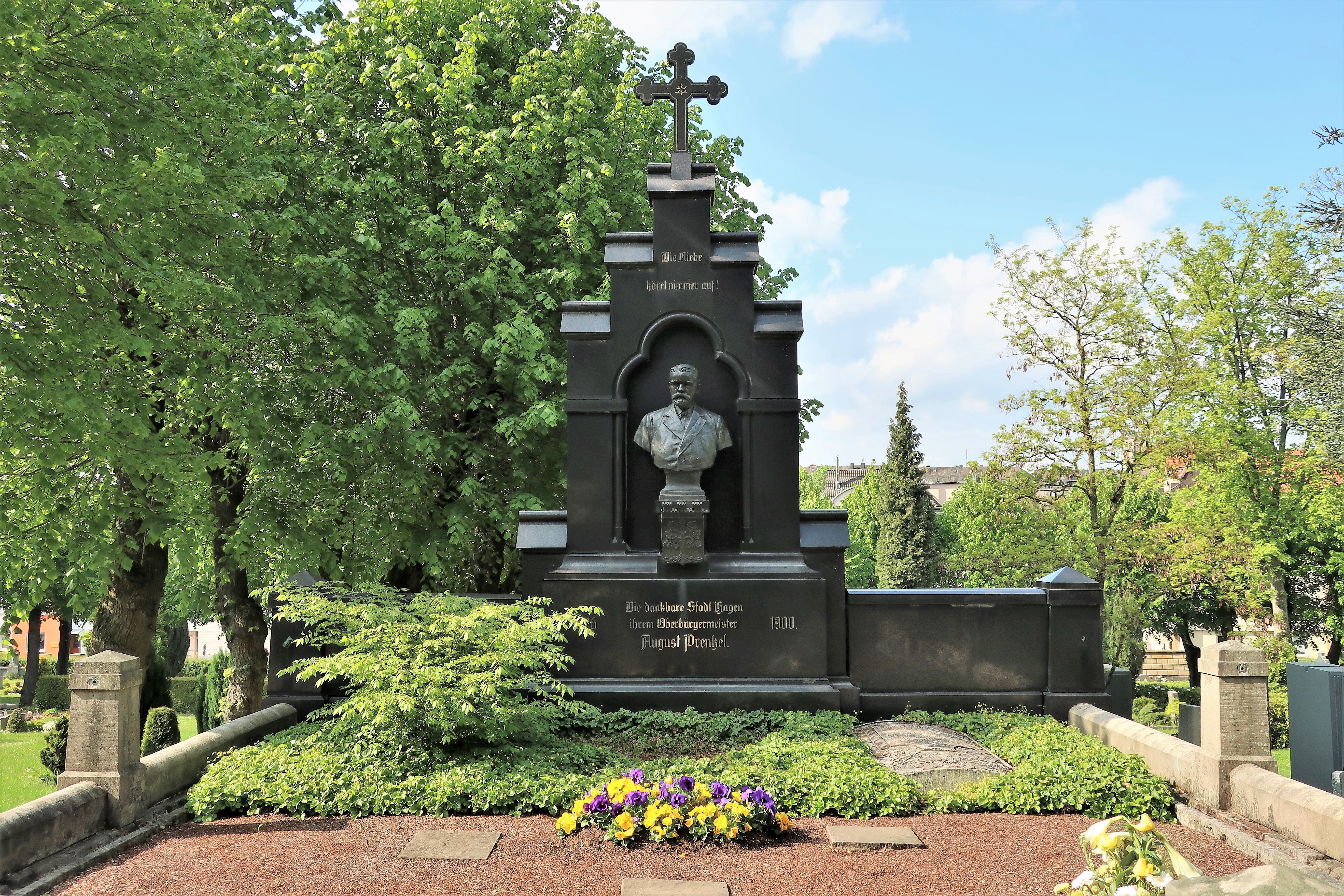
Grabmal August Prentzel auf dem Hagener Remberg-Friedhof

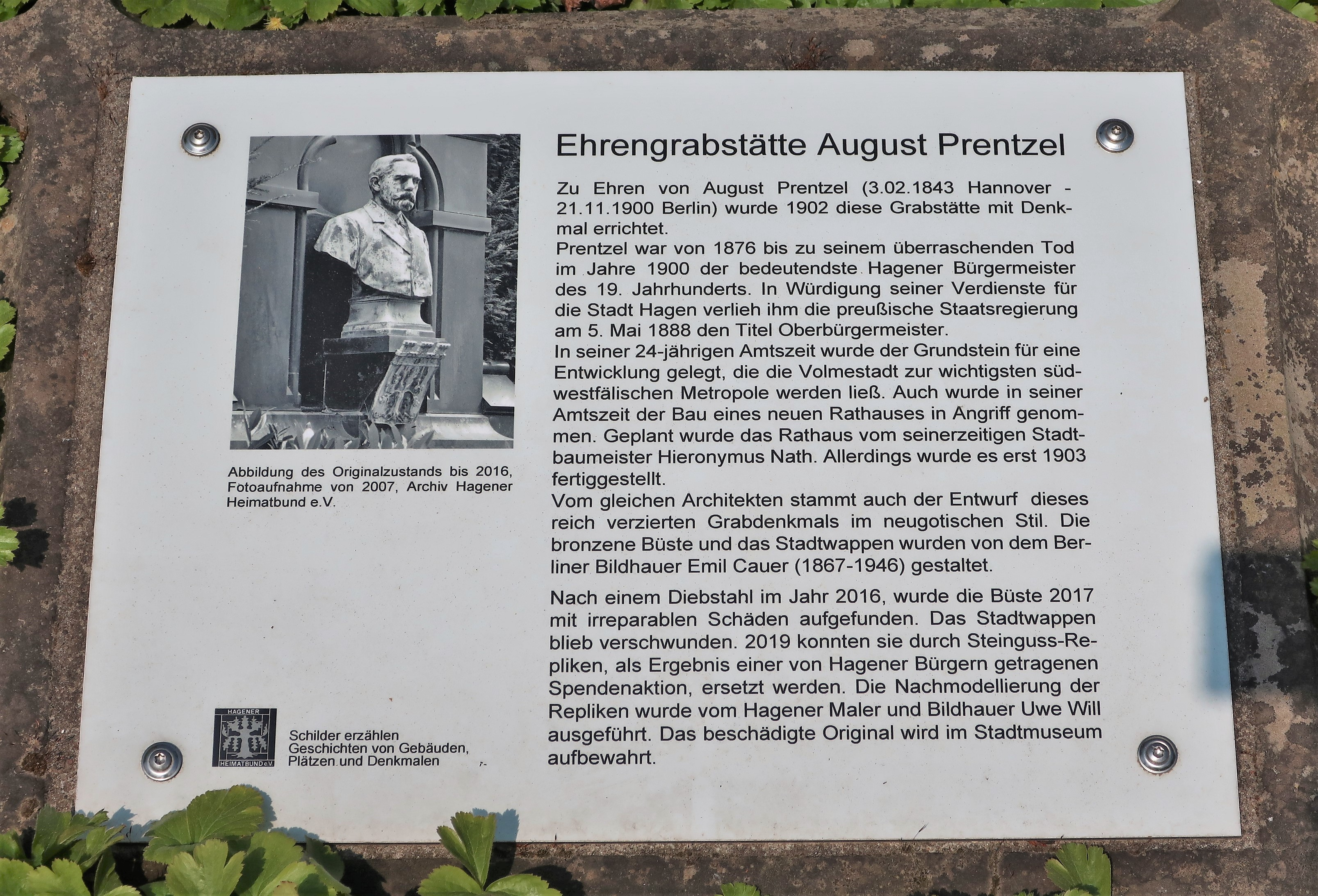
Infotafel am Grabmal

August Prentzel (* 3. Februar 1843 in Hannover; † 21. November 1900 in Berlin) war von 1876 bis 1900 Bürgermeister der Stadt Hagen.

## Leben
August Prentzel wurde im Februar 1843 in Hannover geboren. Er war evangelischer Konfession, besuchte ein Gymnasium und studierte anschließend Rechts- und Staatswissenschaften. Später wurde Prentzel Stadtsyndikus von Goslar. 
Bürgermeister in Hagen
Am 27. April 1876 wurde Prentzel von der Hagener Stadtverordnetensammlung zum Bürgermeister gewählt. Nach Ablauf seiner ersten Amtsperiode wurde Prentzel am 12. März 1888 wiedergewählt; kurz darauf, am 5. Mai ernannte ihn die preußische Staatsregierung zum Oberbürgermeister. Eine erneute Wiederwahl erfolgte am 26. Mai 1900. 
Während der Amtszeit Prentzels entwickelte sich Hagens Infrastruktur weiter; so wurde unter anderem mit einem Neubau des Rathauses begonnen, die Elektrische Eisenbahn eröffnet und neue Wohn- bzw. Industriegebiete wurden erschlossen. 1887 bis 1890 gehörte er für den Wahlkreis Hagen-Stadt und die Nationalliberale Partei dem Provinziallandtag der Provinz Westfalen an.
Tod
Im November 1900 suchte August Prentzel fachärztliche Hilfe und reiste dafür nach Berlin, wo er an einem Herzinfarkt verstarb. Er wurde auf dem Remberg-Friedhof beigesetzt, wo er ein Ehrengrab erhielt. 1930 wurde die vormalige Kirchstraße in Prentzelstraße umbenannt. Heute gibt es auch einen Prentzelweg im Hagener Stadtwald.